# 북제주군의회
북제주군의회는 제주도 구 북제주군 지역을 관할하는 기초의회였다. 2006년 제주도가 제주특별자치도로 승격될 때 폐지되었다.